# 正統オフリド大主教区
正統オフリド大主教区（せいとうオフリドだいしゅきょうく、マケドニア語: Православна Охридска Архиепископија / Pravoslavna Ohridska Arhiepiskopija）は、2002年に発足した正教会の自治教会で、セルビア正教会（ペーチ総主教庁）から自治権を得ている。但し、他の正教会から承認を得てはおらず、通常、一部からのみ承認を得た自治教会のリストにも挙げられることは少ない。

## 歴史
1967年に、当時のユーゴスラビアの共産主義政府の支援の下、セルビア正教会の自治教会であったマケドニア正教会が分離、独立を宣言した。しかしこの独立は他の正教会からの承認を得ることが出来ず、教会法上の合法性を満たすことができなかった。2002年、このマケドニア正教会の地位に関して、セルビア正教会と、マケドニア正教会のヴェレス府主教ヨヴァン（en）との間で交渉が持たれ、マケドニア正教会をマケドニアにおける事実上の独立教会と認めたうえで、セルビア正教会の下での自治を復活させるとするニシュ合意が成立した。しかし、この合意をマケドニア正教会の主教会議は承服せず、合意は破棄された。これに対してセルビア正教会は、なお合意を認める立場をとったヨヴァンの一派を「正統オフリド大主教区」として承認し、自治権を付与した。

## 組織
正統オフリド大主教区には4人の主教がいる
- 大主教ヨヴァン - オフリド大主教およびスコピエ府主教、ヴェレスとポヴァルダリエの主教代理
- 主教ヨアキム - ポロクおよびクマノヴォ主教、デバルとキチェヴォの主教代理
- 主教マルコ - ブレガルニツァ主教、ビトラ主教代理
- 副主教ダヴィト - ストビ副主教、ストルミツァ主教代理

マケドニア正教会は、正統オフリド大主教区に属する全ての神品との関係を断絶し、セルビア正教会の主教がマケドニアに入ることを妨げている。2004年10月15日には、当局はビトラ近郊のニジェポレ（Nižepole）に建てられた修道院の解体に着手した。この修道院は大主教区の精神的なよりどころであった。
大主教区の言語はマケドニア語であり、全ての神品は民族的にはマケドニア人である。
大主教ヨヴァンは2005年に逮捕され、220日にわたって「セルビア正教会のカレンダーおよびパンフレットの配布を通じてマケドニア正教会の名誉を傷つけ、市民の宗教的感情を害した」として収監された。
マケドニア共和国国家宗教委員会は、正統オフリド大主教区の宗教団体としての登録を拒否し、「同一信仰の宗教団体はただひとつのみ登録されるべきであり、正統オフリド大主教区の信仰はマケドニア正教会のそれと差異がない」とした。

## 分類
- 正教会（ギリシャ正教、東方正教会） — 正教会の洗礼・聖体機密（聖体礼儀）を含む機密（秘蹟）は全ての正教会で有効。「ルーマニア正教会」「ロシア正教会」は組織名であり、一組織を信仰するかのような「ロシア正教を信仰する」「グルジア正教を信仰する」といった表現は誤りである。
  - 独立正教会（一部からの承認のみのものを含む）
    - アメリカ正教会
    - アルバニア正教会
    - アレクサンドリア教会（アレクサンドリア総主教庁）
    - アンティオキア教会（アンティオキア総主教庁）
    - ウクライナ正教会 (2018年設立)
    - エルサレム教会（エルサレム総主教庁）
    - キプロス正教会
    - ギリシャ正教会
    - グルジア正教会
    - コンスタンティヌーポリ教会（コンスタンティヌーポリ全地総主教庁）
    - セルビア正教会
    - チェコスロバキア正教会
    - ブルガリア正教会
    - ポーランド正教会
    - マケドニア正教会　一部のみその地位を承認。
    - ルーマニア正教会
    - ロシア正教会

  - 自治正教会（一部の承認のものも含む）
    - エストニア使徒正教会 — 一部のみその地位を承認。承認していない教会からは一教区扱い。
    - シナイ正教会
    - 正統オフリド大主教区 — 一部のみその地位を承認。承認していない教会からは一教区扱い。
    - 中国正教会 — 一部のみその地位を承認。承認していない教会からは一教区扱い。
    - 日本ハリストス正教会 — 一部のみその地位を承認。承認していない教会からは一教区扱い。
    - フィンランド正教会

  - 自主管理教会
    - アンティオキア正教会北米大主教区
    - ウクライナ正教会 (モスクワ総主教庁系)
    - エストニア正教会 — ロシア正教会の自主管理教会。
    - 在外ロシア正教会
    - モルドバ正教会
    - ラトビア正教会
    - 他